# Tronc lombo-sacré
 Le tronc lombo-sacré est un tronc nerveux du plexus sacral qui le relie au plexus lombal.

## Origine
Le tronc lombo-sacré nait du rameau antérieur du cinquième nerf lombaire complété par une anastomose en provenance du rameau antérieur du quatrième nerf lombaire.

## Trajet
Le tronc lombo-sacré débute sur le bord médial du muscle grand psoas.
Il descend dans la cavité pelvienne devant l'aile de l'os sacrum et l'articulation sacro-iliaque en direction de la grande incisure ischiatique. À ce niveau, il s'unit au rameau antérieur du premier nerf sacré en avant du muscle piriforme.

## Aspect clinique
Le tronc lombo-sacré peut être comprimé par la tête fœtale au cours du deuxième stade du travail pouvant entrainer une faiblesse musculaire réversible dans les jambes.